# 웹 API

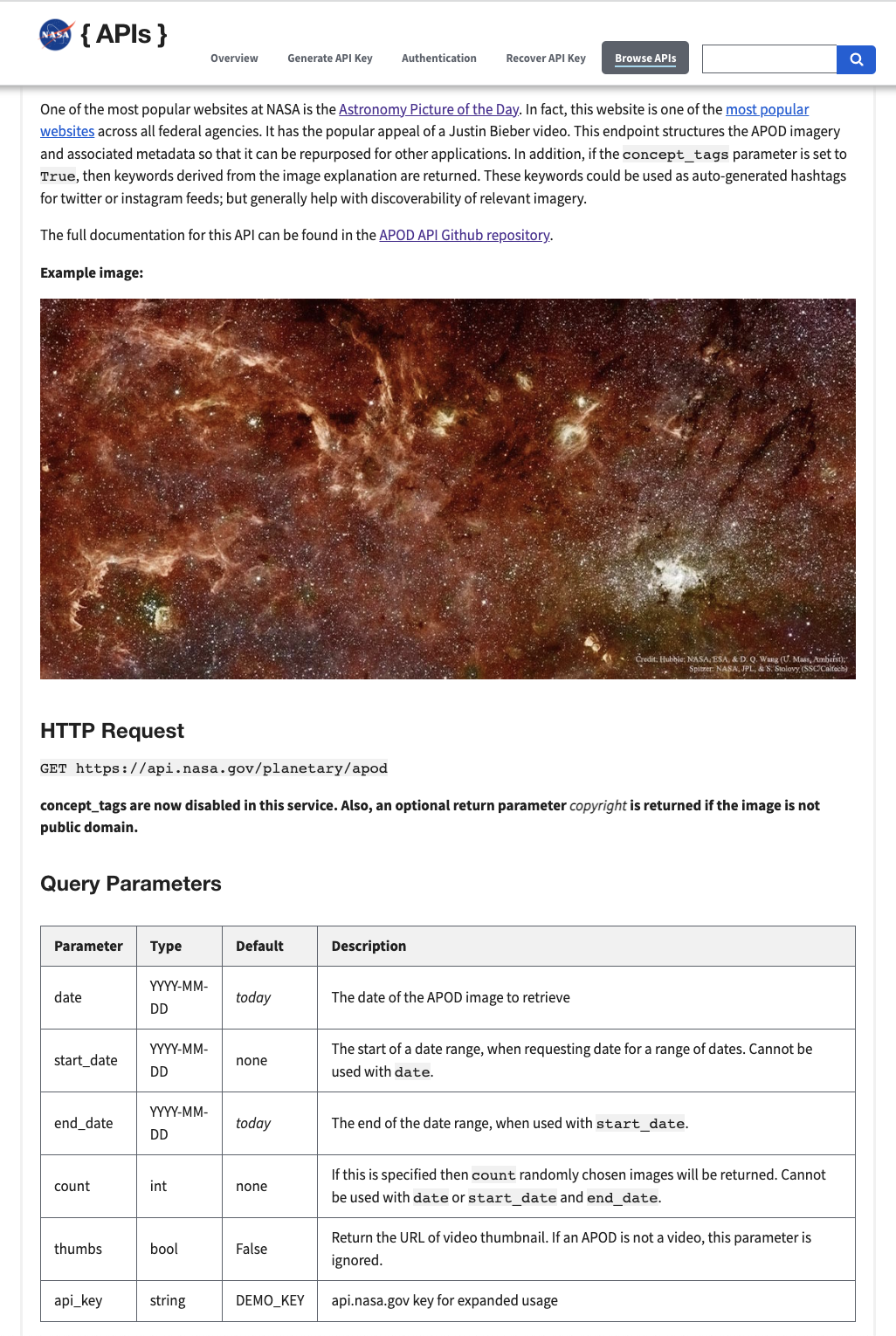
미국 항공 우주국(NASA)가 작성한 웹 API 문서의 스크린샷

웹 API(Web API)는 웹 서버나 웹 브라우저를 위한 API이다. 웹 개발 개념으로서 이는 웹 애플리케이션의 클라이언트 사이드(사용 중인 모든 웹 프레임워크 포함)과 관련될 수 있다. 서버 사이드 웹 API는 일반적으로 HTTP 기반 웹 서버를 통해 JSON 또는 XML로 표현되는 정의된 요청-응답 메시지 시스템에 공개적으로 노출된 하나 이상의 엔드포인트로 구성된다. 서버 API(SAPI)는 원격 웹 애플리케이션에서 공개적으로 액세스할 수 없는 한 서버 사이드 웹 API로 간주되지 않는다.

## 클라이언트 사이드
클라이언트 사이드 웹 API는 웹 브라우저 또는 기타 HTTP 클라이언트 내에서 기능을 확장하는 프로그래밍 방식의 인터페이스이다. 원래 이들은 기본 플러그인 브라우저 확장의 형태로 가장 일반적으로 사용되었지만 대부분의 최신 확장은 표준화된 자바스크립트 바인딩을 대상으로 한다.
모질라 재단은 기본 모바일 애플리케이션을 HTML5 애플리케이션으로 대체하도록 설계된 WebAPI 사양을 만들었다.
구글은 안전하지 않은 기본 플러그인을 안전한 기본 샌드박스 확장 프로그램 및 애플리케이션으로 대체하도록 설계된 네이티브 클라이언트 아키텍처를 만들었다. 구글은 또한 수정된 LLVM AOT 컴파일러를 사용하여 이것을 이식 가능하게 만들었다.

## 서버 사이드
서버 사이드 웹 API는 일반적으로 JSON 또는 XML로 표현되는 정의된 요청-응답 메시지 시스템에 공개적으로 노출된 하나 이상의 엔드포인트로 구성된다. 웹 API는 HTTP 기반 웹 서버를 통해 가장 일반적으로 노출된다.
매시업은 여러 서버 사이드 웹 API의 사용을 결합하는 웹 애플리케이션이다. 웹후크는 원격 명명 파이프 또는 콜백 유형처럼 사용하도록 설계된 URI로 입력을 취하는 서버 사이드 웹 API이다. 따라서 서버는 제공된 URI를 역참조하고 트리거하는 클라이언트 역할을 한다. 이 이벤트를 처리하여 일종의 P2P IPC를 제공하는 다른 서버의 이벤트이다.

## 같이 보기
- 동적 웹페이지
- REST
- GraphQL
- 웹 서비스